# Calcio Padova 1977-1978
Questa pagina raccoglie i dati riguardanti il Calcio Padova nelle competizioni ufficiali della stagione 1977-1978.

## Stagione
Il Padova nel Girone A della Serie C 1977-1978 si classificò al dodicesimo posto.
In Coppa Italia Semiprofessionisti venne eliminato agli ottavi di finale dal Forlì.

## Rosa
| N. |                   | Ruolo | Calciatore        |
| -- | ----------------- | ----- | ----------------- |
|    | Italia (bandiera) | P     | Fausto Gandolfi   |
|    | Italia (bandiera) | P     | Pietro Gennari    |
|    | Italia (bandiera) | D     | Attilio Berti     |
|    | Italia (bandiera) | D     | Massimo Bigotto   |
|    | Italia (bandiera) | D     | Angelo Di Mario   |
|    | Italia (bandiera) | D     | Angelo Fontani    |
|    | Italia (bandiera) | D     | Giorgio Michielon |
|    | Italia (bandiera) | D     | Roberto De Petri  |
|    | Italia (bandiera) | D     | Oscar Lesca       |
|    | Italia (bandiera) | D     | Maurizio Tubaldo  |
|    | Italia (bandiera) | C     | Mauro Bastianello |

| N. |                      | Ruolo | Calciatore        |
| -- | -------------------- | ----- | ----------------- |
|    | Italia (bandiera)    | C     | Giuseppe Pillon   |
|    | Italia (bandiera)    | C     | Massimo Ceccato   |
|    | Italia (bandiera)    | C     | Luciano Facchini  |
|    | Italia (bandiera)    | C     | Emilio Monzani    |
|    | Italia (bandiera)    | C     | Carlo Perrone     |
|    | Italia (bandiera)    | C     | Dario Sanguin     |
|    | Italia (bandiera)    | C     | Marco Rossi       |
|    | Argentina (bandiera) | A     | Michele Nicoletto |
|    | Italia (bandiera)    | A     | Aldo Rossi        |
|    | Italia (bandiera)    | A     | Nello Scarpa      |

## Risultati

### Serie C1

#### Girone di andata
| 1ª giornata | Padova | 2 – 1 | Pro Vercelli |  |

| 2ª giornata | Bolzano | 1 – 1 | Padova |  |

| 3ª giornata | Padova | 1 – 0 | Audace SME |  |

| 4ª giornata | Omegna | 0 – 0 | Padova |  |

| 5ª giornata | Padova | 2 – 2 | Pro Patria |  |

| 6ª giornata | Padova | 3 – 0 | Biellese |  |

| 7ª giornata | Novara | 2 – 1 | Padova |  |

| 8ª giornata | Padova | 1 – 1 | Pergocrema |  |

| 9ª giornata | Udinese | 1 – 0 | Padova |  |

| 10ª giornata | Padova | 3 – 2 | Alessandria |  |

| 11ª giornata | Treviso | 2 – 1 | Padova |  |

| 12ª giornata | Mantova | 3 – 1 | Padova |  |

| 13ª giornata | Padova | 1 – 0 | Lecco |  |

| 14ª giornata | Triestina | 1 – 0 | Padova |  |

| 15ª giornata | Padova | 2 – 1 | Seregno |  |

| 16ª giornata | Juniorcasale | 1 – 0 | Padova |  |

| 17ª giornata | Padova | 1 – 3 | Trento |  |

| 18ª giornata | Padova | 0 – 2 | Piacenza |  |

| 19ª giornata | Sant'Angelo | 0 – 1 | Padova |  |

#### Girone di ritorno
| 20ª giornata | Pro Vercelli | 0 – 0 | Padova |  |

| 21ª giornata | Padova | 0 – 0 | Bolzano |  |

| 22ª giornata | Audace SME | 0 – 0 | Padova |  |

| 23ª giornata | Padova | 1 – 0 | Omegna |  |

| 24ª giornata | Pro Patria | 0 – 0 | Padova |  |

| 25ª giornata | Biellese | 0 – 1 | Padova |  |

| 26ª giornata | Padova | 0 – 0 | Novara |  |

| 27ª giornata | Pergocrema | 2 – 0 | Padova |  |

| 28ª giornata | Padova | 0 – 2 | Udinese |  |

| 29ª giornata | Alessandria | 1 – 1 | Padova |  |

| 30ª giornata | Padova | 1 – 2 | Treviso |  |

| 31ª giornata | Padova | 1 – 0 | Mantova |  |

| 32ª giornata | Lecco | 1 – 0 | Padova |  |

| 33ª giornata | Padova | 1 – 1 | Triestina |  |

| 34ª giornata | Seregno | 1 – 0 | Padova |  |

| 35ª giornata | Padova | 2 – 2 | Juniorcasale |  |

| 36ª giornata | Trento | 1 – 1 | Padova |  |

| 37ª giornata | Piacenza | 0 – 2 | Padova |  |

| 38ª giornata | Padova | 4 – 1 | Sant'Angelo |  |

## Statistiche

### Statistiche dei giocatori
| Giocatore      | Serie C  | Serie C | Coppa Italia Semiprof. | Coppa Italia Semiprof. | Totale   | Totale |
| Giocatore      | Presenze | Reti    | Presenze               | Reti                   | Presenze | Reti   |
| -------------- | -------- | ------- | ---------------------- | ---------------------- | -------- | ------ |
| F. Gandolfi    | 15       | ?       | ?                      | ?                      | 15+      | ?      |
| P. Gennari     | 24       | ?       | ?                      | ?                      | 24+      | ?      |
| A. Berti       | 33       | 1       | ?                      | ?                      | 33+      | 1+     |
| M. Bigotto     | 4        | 0       | ?                      | ?                      | 4+       | 0+     |
| A. Di Mario    | 30       | 0       | ?                      | ?                      | 30+      | 0+     |
| A. Fontani     | 18       | 1       | ?                      | ?                      | 18+      | 1+     |
| G. Michielon   | 7        | 1       | ?                      | ?                      | 7+       | 1+     |
| R. De Petri    | 23       | 1       | ?                      | ?                      | 23+      | 1+     |
| O. Lesca       | 36       | 1       | ?                      | ?                      | 36+      | 1+     |
| M. Tubaldo     | 15       | 0       | ?                      | ?                      | 15+      | 0+     |
| M. Bastianello | 6        | 3       | ?                      | ?                      | 6+       | 3+     |
| G. Pillon      | 35       | 4       | ?                      | ?                      | 35+      | 4+     |
| M. Ceccato     | 16       | 1       | ?                      | ?                      | 16+      | 1+     |
| L. Facchini    | 12       | 2       | ?                      | ?                      | 12+      | 2+     |
| E. Monzani     | 13       | 0       | ?                      | ?                      | 13+      | 0+     |
| C. Perrone     | 2        | 0       | ?                      | ?                      | 2+       | 0+     |
| D. Sanguin     | 38       | 5       | ?                      | ?                      | 38+      | 5+     |
| M. Rossi       | 36       | 1       | ?                      | ?                      | 36+      | 1+     |
| M. Nicoletto   | 18       | 3       | ?                      | ?                      | 18+      | 3+     |
| A. Rossi       | 31       | 9       | ?                      | ?                      | 31+      | 9+     |
| N. Scarpa      | 36       | 2       | ?                      | ?                      | 36+      | 2+     |